# Sluis Makkum
Sluis Makkum is een schutsluis in Makkum, die de scheepvaart verwerkt van en naar het IJsselmeer.
De sluis in Makkum was er al begin 17e eeuw. Het bouwwerk werd vervolgens tweemaal uitgebreid. Boven de sluis ligt ook een brug. In 1994 werd de sluis gerestaureerd.

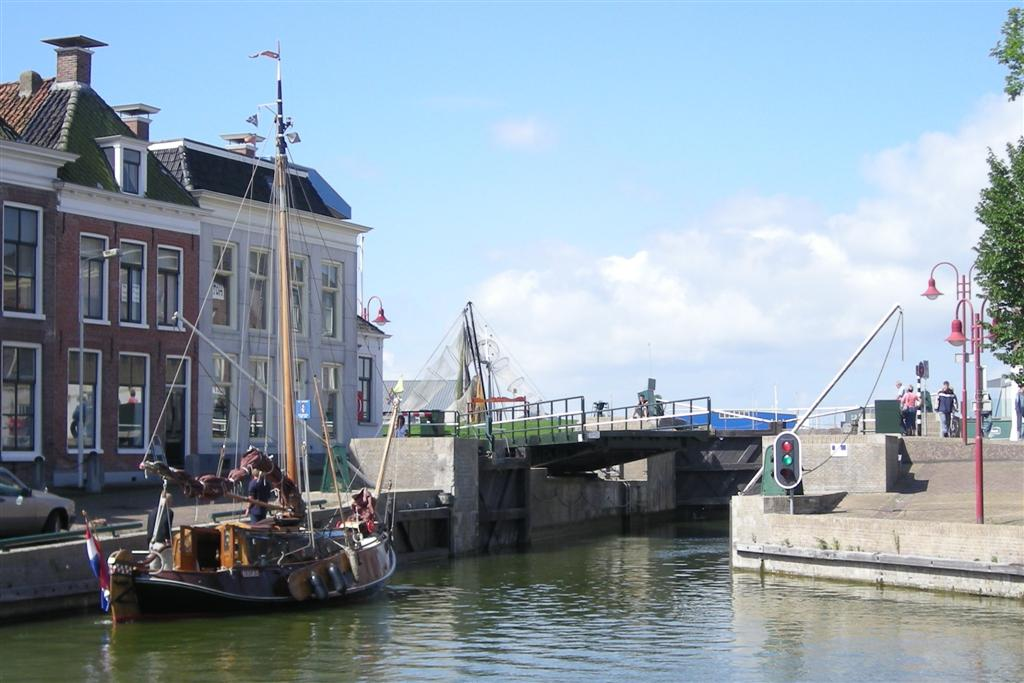
Oostzijde sluis
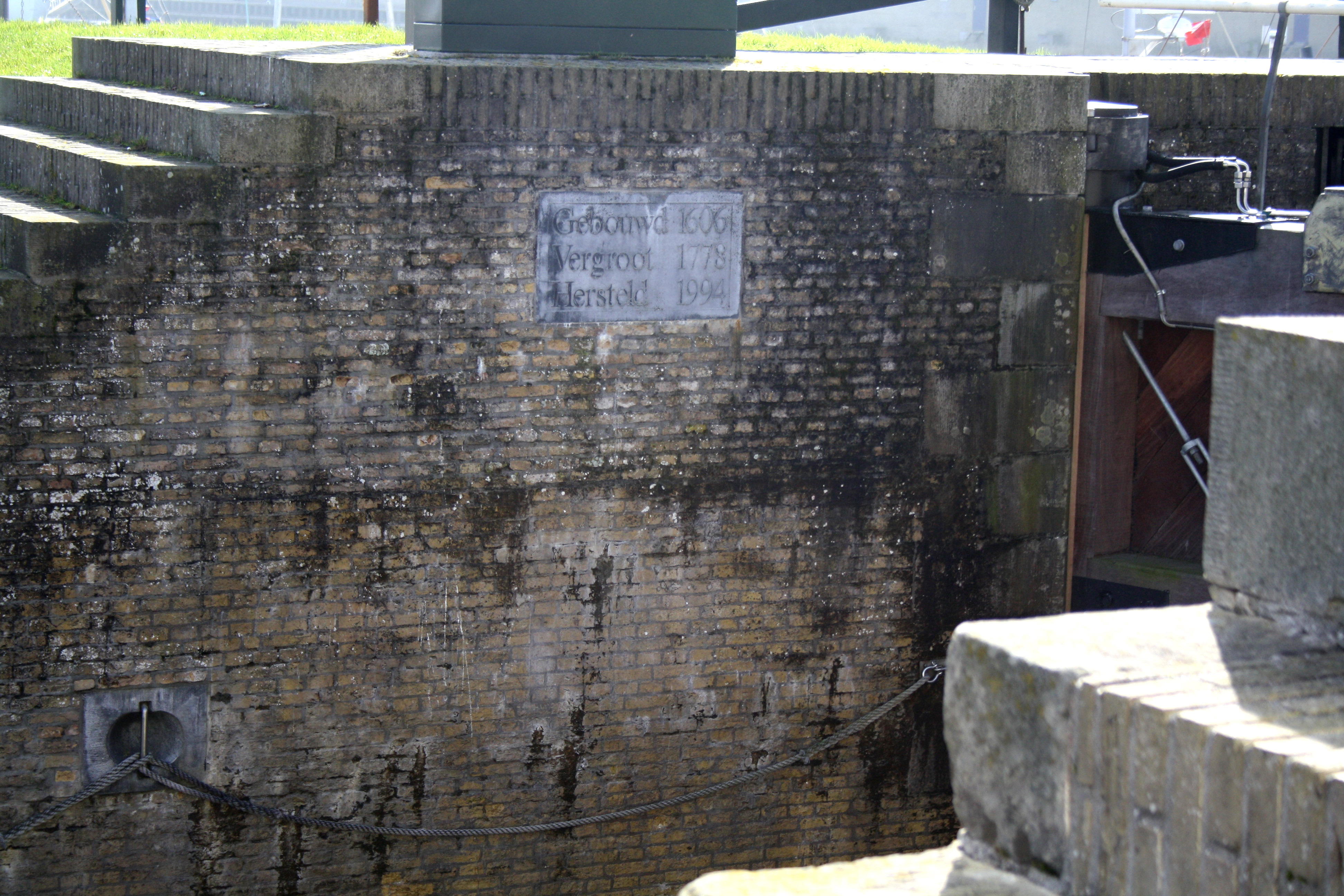
Sluiskolk